# Füchse Berlin
Füchse Berlin är en del av idrottsföreningen Reinickendorfer Füchse från Berlin, Tyskland, och fungerar som dess handbollssektion och spelar i Handball-Bundesliga. Klubben bildades 1891 men har spelat under namnet Füchse Berlin sedan 2005.

## Spelartrupp 2024/25
| Nr | Land     | Pos | Namn              |
| -- | -------- | --- | ----------------- |
| 96 | Serbien  | MV  | Dejan Milosavljev |
| 1  | Tyskland | MV  | Lasse Ludwig      |
| 7  | Kroatien | V6  | Manuel Strlek     |
| 3  | Tyskland | H9  | Fabian Wiede      |
| 5  | Sverige  | M6  | Max Darj          |
| 6  | Italien  | H6  | Leo Prantner      |
| 9  | Sverige  | V6  | Jerry Tollbring   |
| 11 | Danmark  | V9  | Lasse Andersson   |
| 17 | Tyskland | H9  | Nils Lichtlein    |
| 19 | Danmark  | H9  | Mathias Gidsel    |

| Nr | Land      | Pos | Namn                 |
| -- | --------- | --- | -------------------- |
| 20 | Tyskland  | V6  | Tim Freihöfer        |
| 25 | Tyskland  | V9  | Matthes Langhoff     |
| 26 | Sverige   | H6  | Valter Chrintz       |
| 27 | Tyskland  | H9  | Max Beneke           |
| 29 | Österrike | M6  | Lukas Herburger      |
| 34 | Färöarna  | H6  | Hakun West av Teigum |
| 36 | Tyskland  | H6  | Tobias Reichmann     |
| 93 | Serbien   | M6  | Mijajlo Marsenić     |
| 95 | Tyskland  | V9  | Paul Drux            |

## Meriter
- Bundesliga: 2025
- EHF European League: 2015, 2018, 2023
- IHF Super Globe: 2015, 2016
- Tyska cupen: 2014

## Spelare i urval
- Mark Bult (2007–2013)

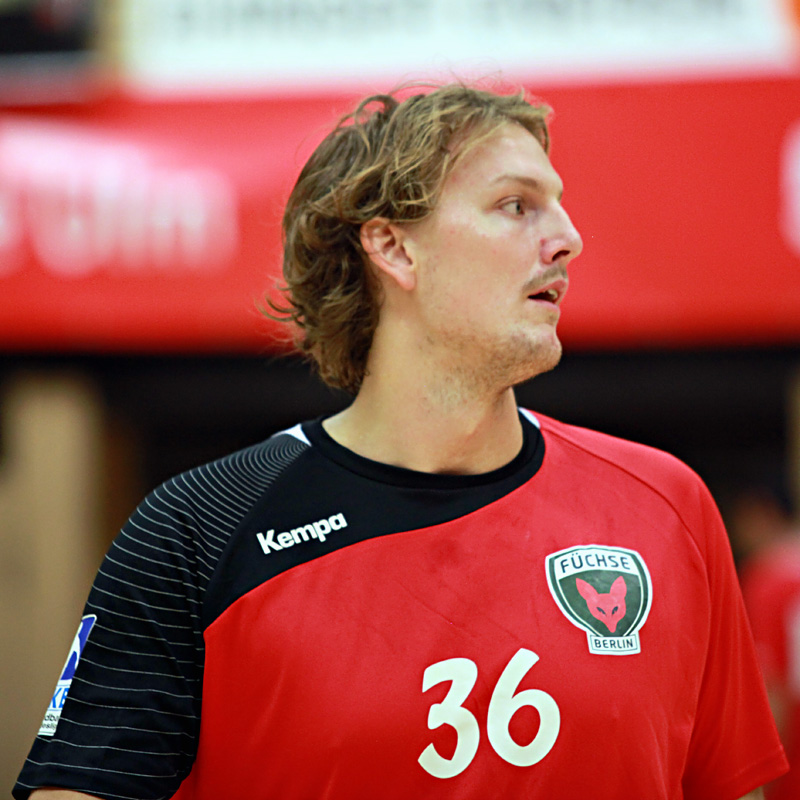
Svensken Jesper Nielsen i Füchse Berlin, 2013.

- Sven-Sören Christophersen (2010–2014)
- Silvio Heinevetter (2009–2020)
- Konstantin Igropulo (2012–2015)
- Bartłomiej Jaszka (2007–2016)
- Torsten Laen (2009–2013)
- Hans Lindberg (2016–2024)
- Petar Nenadić (2014–2018)
- Jesper Nielsen (2013–2016)
- Ivan Ninčević (2010–2013)
- Fredrik Petersen (2013–2015)
- Iker Romero (2011–2015)
- Zvonimir "Noka" Serdarušić (1980–1984)
- Denis Špoljarić (2010–2016)
- Petr Štochl (2006–2018)
- Mattias Zachrisson (2013–2020)